# Victor Carbone
Victor Carbone, ur. 13 września 1992 roku w São Paulo – brazylijski kierowca wyścigowy.

## Kariera

### Początki
Carbone rozpoczął karierę w wyścigach samochodowych w 2008 roku od startów w wyścigach z serii Skip Barber Racing. W Skip Barber National Championship Brazylijczyk wystartował w ośmiu wyścigach. Uzbierane 149 punktów dało mu piętnastą pozycję w końcowej klasyfikacji kierowców. W tym samym roku z dorobkiem 224 punktów uplasował się na ósmym miejscu Skip Barber Western Regional Series. Kolejne dwa lata Carbone poświęcił na starty w F2000 Championship Series. Podczas gdy pierwszy sezon Brazylijczyk ukończył na dziesiątym miejscu, rok później odgrywał już pierwszoplanową rolę. Sześć zwycięstw i osiem miejsc na podium pozwoliło mu zdobyć tytuł mistrza serii.

### Indy Lights
W 2011 roku Brazylijczyk rozpoczął starty w Stanach Zjednoczonych, w serii Indy Lights. Już w pierwszym sezonie startów odniósł zwycięstwo i dwukrotnie stawał na podium. Dorobek 357 punktów dał mu szóste miejsce w klasyfikacji generalnej. Rok później nie wygrał żadnego z wyścigów. Jednak 340 punktów dało mu ponownie szóstą pozycję. W sezonie 2013 wystartował w jednym wyścigu. Z dorobkiem 26 punktów ukończył sezon na 14 pozycji.

### Seria GP3
Na sezon 2014 Carbone podpisał kontrakt z włoską ekipą Trident Racing na starty w Serii GP3. Wystartował łącznie w ośmiu wyścigach, jednak nie zdobywał punktów. W drugim wyścigu w Barcelonie uplasował się na siedemnastej pozycji, co było jego najwyższym wynikiem w sezonie. Został sklasyfikowany na 31 miejscu w końcowej klasyfikacji kierowców.

## Statystyki
| Sezon | Seria                                           | Zespół                  | Wyścigi | Zwycięstwa | PP | NO | Podium | Punkty | Pozycja |
| ----- | ----------------------------------------------- | ----------------------- | ------- | ---------- | -- | -- | ------ | ------ | ------- |
| 2008  | Skip Barber National Championship               |                         | 8       | 0          | 0  | 0  | 0      | 149    | 15      |
| 2008  | Skip Barber Western Regional Series             |                         |         |            |    |    |        | 224    | 8       |
| 2009  | F2000 Championship Series                       | Alegra Motorsports      | 9       | 0          | 0  | 0  | 0      | 157    | 10      |
| 2010  | F2000 Championship Series                       | Alegra Motorsports      | 14      | 6          | 6  | 4  | 8      | 535    | 1       |
| 2011  | Firestone Indy Lights                           | Sam Schmidt Motorsports | 14      | 1          | 1  | 0  | 2      | 357    | 6       |
| 2012  | Firestone Indy Lights                           | Sam Schmidt Motorsports | 11      | 0          | 1  | 1  | 2      | 340    | 6       |
| 2013  | Firestone Indy Lights                           | Team Moore Racing       | 1       | 0          | 0  | 0  | 0      | 26     | 14      |
| 2013  | Porsche GT3 Cup Challenge Canada - Platinum Cup | Alegra Motorsports      | 4       | 0          | 0  | 1  | 1      | 48     | 10      |
| 2014  | Seria GP3                                       | Trident                 | 8       | 0          | 0  | 0  | 0      | 0      | 31      |

## Wyniki w GP3
| Legenda oznaczeń w tabelach wyników Wyświetl szablon na nowej stronie | Legenda oznaczeń w tabelach wyników Wyświetl szablon na nowej stronie                                                                     |
| Oznaczenie                                                            | Wyjaśnienie |
| --------------------------------------------------------------------- | --- |
| Złoty                                                                 | Zwycięzca lub mistrzostwo |
| Srebrny                                                               | 2. miejsce lub wicemistrzostwo |
| Brązowy                                                               | 3. miejsce lub II wicemistrzostwo |
| Zielony                                                               | Ukończył, punktował (w klasyfikacji generalnej, gdy zdobył co najmniej jeden punkt na przestrzeni sezonu, poza trzema powyższymi opcjami) |
| Niebieski                                                             | Ukończył, nie punktował (w klasyfikacji generalnej, gdy nie zdobył co najmniej jednego punktu na przestrzeni sezonu)                      |
| Czerwony                                                              | Nie zakwalifikował się (NZ) |
| Czerwony                                                              | Nie prekwalifikował się (NPK) |
| Różowy                                                                | Nie ukończył (NU) |
| Różowy                                                                | Niesklasyfikowany (NS) (w klasyfikacji generalnej, gdy nie został sklasyfikowany w żadnym wyścigu sezonu)                                 |
| Czarny                                                                | Zdyskwalifikowany (DK) |
| Czarny                                                                | Wykluczony (WYK/EX) |
| Biały                                                                 | Nie wystartował (NW) |
| Biały                                                                 | Kontuzjowany (K/INJ) |
| Biały                                                                 | Wyścig odwołany (OD/C) |
| Bez koloru                                                            | Został wycofany (WYC/WD) |
| Bez koloru                                                            | Nie przybył (NP/DNA) |
| Bez koloru                                                            | Nie brał udziału w treningach (NT/DNP) |
| Bez koloru                                                            | Nie został zgłoszony (–) |
| Pogrubienie                                                           | Start z pole position |
| Kursywa                                                               | Najszybsze okrążenie wyścigu |
| †                                                                     | Nie ukończył, ale jego rezultat został zaliczony ze względu na przejechanie więcej niż 90% dystansu wyścigu.                              |
| *                                                                     | Sezon w trakcie |
| 1/2/3                                                                 | Punktowana pozycja w sprincie kwalifikacyjnym                                                                                             |
| Lista systemów punktacji Formuły 1                                    | |

| Rok  | Zespół  | Wyniki w poszczególnych eliminacjach | Wyniki w poszczególnych eliminacjach | Wyniki w poszczególnych eliminacjach | Wyniki w poszczególnych eliminacjach | Wyniki w poszczególnych eliminacjach | Wyniki w poszczególnych eliminacjach | Wyniki w poszczególnych eliminacjach | Wyniki w poszczególnych eliminacjach | Wyniki w poszczególnych eliminacjach | Wyniki w poszczególnych eliminacjach | Wyniki w poszczególnych eliminacjach | Wyniki w poszczególnych eliminacjach | Wyniki w poszczególnych eliminacjach | Wyniki w poszczególnych eliminacjach | Wyniki w poszczególnych eliminacjach | Wyniki w poszczególnych eliminacjach | Wyniki w poszczególnych eliminacjach | Wyniki w poszczególnych eliminacjach | Punkty | Pozycja |
| ---- | ------- | ------------------------------------ | ------------------------------------ | ------------------------------------ | ------------------------------------ | ------------------------------------ | ------------------------------------ | ------------------------------------ | ------------------------------------ | ------------------------------------ | ------------------------------------ | ------------------------------------ | ------------------------------------ | ------------------------------------ | ------------------------------------ | ------------------------------------ | ------------------------------------ | ------------------------------------ | ------------------------------------ | ------ | ------- |
| 2014 | Trident | ESP                                  | ESP                                  | AUT                                  | AUT                                  | GBR                                  | GBR                                  | DEU                                  | DEU                                  | HUN                                  | HUN                                  | BEL                                  | BEL                                  | ITA                                  | ITA                                  | RUS                                  | RUS                                  | ARE                                  | ARE                                  | 0      | 31      |
| 2014 | Trident | NU                                   | 17                                   | 18                                   | 18                                   | 23                                   | NU                                   | 23                                   | 20                                   | -                                    | -                                    | -                                    | -                                    | -                                    | -                                    | -                                    | -                                    | -                                    | -                                    | 0      | 31      |